# بيشهر

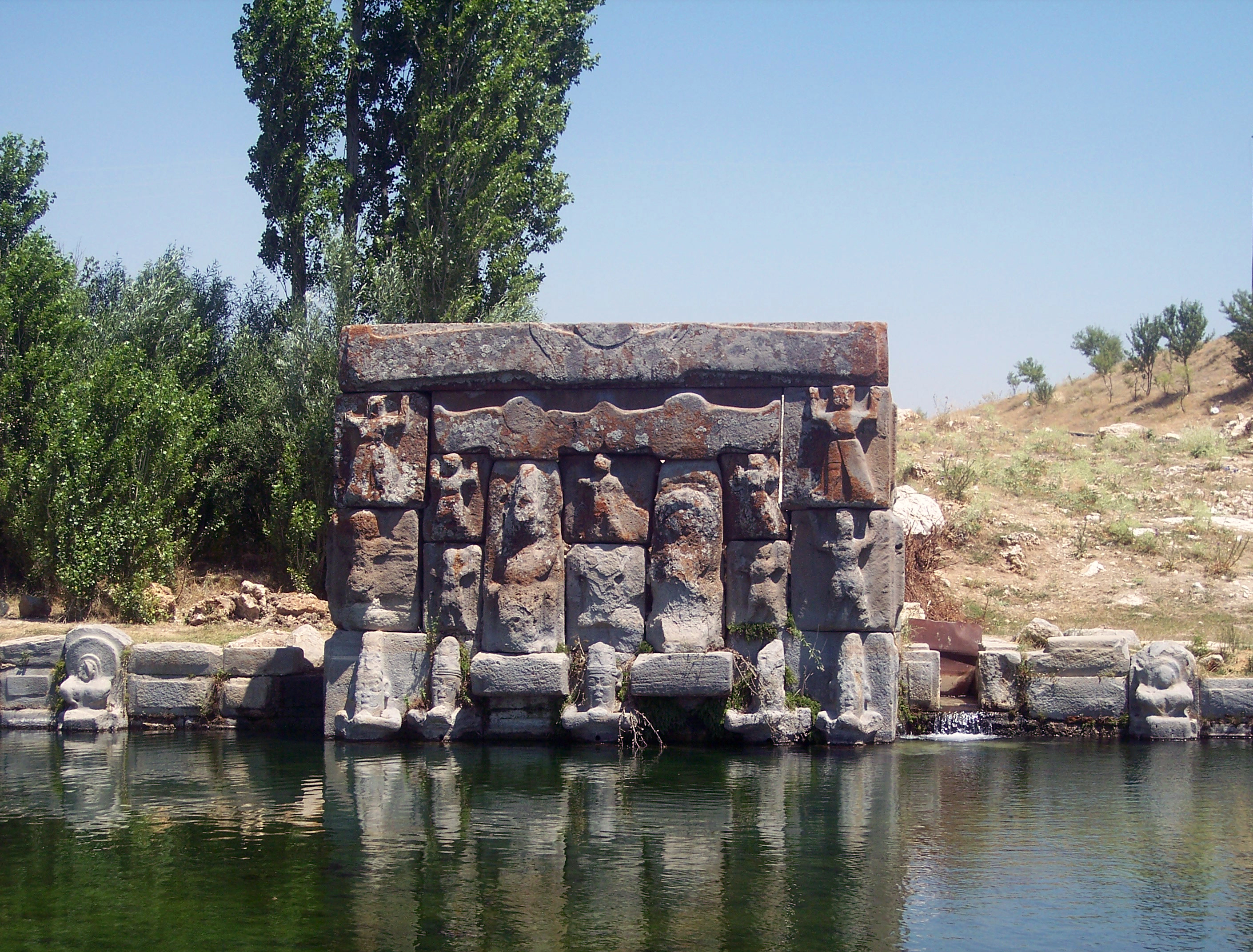
نصب حثي في إفلاتون بينار داخل الحديقة الوطنية.

بيشهر ؛ بي شهر هي بلدة كبيرة تابعة لمحافظة قونية في منطقة البحر الأبيض المتوسط في تركيا. تقع البلدة على الشاطئ الجنوبي الشرقي لبحيرة بيشهر وتتميز من الغرب والجنوب الغربي بالخطوط الحادة والغابات لجبال طوروس، بينما يمتد سهل خصب في الاتجاه الجنوبي الشرقي، امتداداً لمنطقة البُحيرة. وبحسب إحصاءات عام 2000، بلغ عدد سكان المنطقة 118,144، ومنهم 41,312 يعيشون في بلدة بيشهر. 

## التاريخ
النصب الحثي الواقع في منطقة إفلاتون بينار التابعة لبيشهر، على مسافة قصيرة إلى الشمال الشرقي من المدينة، يثبت أن الإمبراطورية الحثية قد وصلت إلى المنطقة، مما يشير في الواقع، في ضوء المعرفة الحالية، إلى حدودهم. تمتد إلى الجنوب الغربي. تشير الدلائل إلى أن مستوطنة سابقة، ربما تعود إلى العصر الحجري الحديث، كانت موجودة أيضًا في إفلاتون بينار. كانت تقع تسوية مبكرة هامة أخرى في أربابا هويوك، وتقع 10 كيلومتر (6 ميل) إلى الجنوب الغربي من بيشهر، والتي اكتشفها عالما الآثار الكنديان جاك ولويز ألب بورداز في السبعينيات، مما أدى إلى اكتشافات من ثلاث طبقات بناء من العصر الحجري الحديث.
تتوافق منطقة بيشهر مع منطقة بيسيديا في العصور الكلاسيكية القديمة. في موقع المدينة نفسها، كانت هناك على الأرجح مدينة يونانية، والتي من وجهة نظر واحدة ربما كانت تسمى كاراليا، والتي كانت أحد المركزين الحضريين اللذين أحاطوا بالبحيرة في ذلك الوقت، وفي العصر الروماني كانت تُعرف باسم كلاوديو قيسارية ((باليونانية: Κλαυδιοκαισάρεια)‏، Klaudiokaisareia)، و مسثيا (باليونانية: Μίσθεια)‏ في العصر البيزنطي. نظرية أخرى هي أن موقع بيشهر يتوافق مع موقع كاساي (Κἀσαι)، مقر أبرشية مسيحية في مقاطعة بامفيليا الرومانية، والتي تضمنت تحت الحكم الروماني أجزاء كبيرة من بيسيديا. ترد أسماء بعض أساقفتها في الوثائق المتعلقة بالمجالس الكنسية التي عقدت من فترة 381 إلى 879. لم تعد كاساي في بمفيلية أسقفية سكنية (أبرشية ميتة) وأدرجت من قبل الكنيسة الكاثوليكية باعتبارها كرسي لقبي.
يُشار إلى حالة الخراب التي سقطت فيها المدينة القديمة، مهما كانت تسمى، بحلول العقود الأولى من القرن الثالث عشر، عُرفت باسم «فيرانشهر» الذي أطلقه السلاجقة الأتراك على المدينة، أي «المدينة المقفرة». ومع ذلك، قام سلاجقة الروم المتمركزون في قونية ببناء مساكنهم الصيفية في مكاناً قريب، في تكتل يقع على شاطئ البحيرة الجنوبي الغربي على مسافة 80 كيلومتر (50 ميل) من مدينة بيشهر، والتي أصبحت تُعرف باسم قصر قباد آباد. في حين أن أغلى الاكتشافات في موقع قباد آباد تعود إلى عهد علاء الدين كيقباد (1220-1237)، فقد كانت منطقة موسمية يختارها السلاطين في أواخر القرن الثاني عشر.
بعد سقوط السلاجقة، سميت بلدة فيرانشهر لفترة ما سليمان شهر تكريما لأحد بك من السلالة الحاكمة في المنطقة، وبنو أشرف، التي جعلت المدينة في قلب العاصمة. منذ أن أقام اشريفيدز بك هناك، وتم اعتماد الاسم الحالي لـ بيشهر تدريجياً للمدينة. يعتبر الجامع الكبير في بيشهر الذي شيدته الأسرة الحاكمة بين عامي 1296-1299، والذي يُطلق عليه أيضًا مسجد أشرف أوغلو، أحد روائع الفترة الوسيطة إمارات الأناضول بين أسلوب العمارة السلجوقية والعثماني.

## معالم البلدة
- مسجد أشرف أوغلو، مسجد من القرن الثالث عشر.
- بحيرة بيشهر، ثالث أكبر بحيرة في تركيا، وأكبر بحيرة للمياه العذبة.
- قصر قباد آباد
- افلاتون بينار، ربيع مع نصب من قبل الحثيين داخل مكان قريب حديقة بحيرة بيشهر الوطنية.
- تاشكوبرو، سد تاريخي وجسر للمشاة

## مهرجان بحيرة بيشهر
يقام مهرجان بحيرة بيشهر تقليديًا في أشهر الصيف، ويتضمن حفلات موسيقية لفنانين مشهورين، وسباقات الدراجات، وسباقات للخيول، ومسابقات للصور، وعروض على الطرق الوعرة، ومؤتمرات وأنشطة مائية متنوعة على بحيرة بيشهير، فضلاً عن الرياضات، والأحداث الثقافية والفنية.

## روابط خارجية
- الموقع الرسمي لمحافظ اللواء باللغة التركية
- الموقع الرسمي لبلدية المنطقة باللغة التركية
- Beyşehir Göl Gazetesi - صحيفة محلية
- بيشهر بالصور وبعض المعلومات
- بيشهر بالصور العديد من المساجد الرائعة